# Những cây ôliu (loạt tranh của Van Gogh)
Vincent van Gogh vẽ ít nhất 18 bức tranh về cây ô liu, chủ yếu là ở Saint-Rémy-de-Provence vào năm 1889. Theo yêu cầu của mình, ông vào sống một nhà thương từ tháng 5 năm 1889 đến tháng 5 năm 1890 và vẽ các khu vườn của bệnh viện. Những lúc ông được phép ra khỏi nhà thương, ông có thể vẽ cây ô liu gần đó, cây bách và cánh đồng lúa mì.
Bức Những cây oliu vùng Alpilles là bức tranh bổ sung cho Đêm đầy sao.
Những bức tranh cây ô liu có ý nghĩa đặc biệt đối với van Gogh. Một nhóm tranh vẽ vào tháng 5 năm 1889 đại diện cho cuộc sống, sự thiêng liêng và vòng quay của cuộc đời trong khi những bức tranh vẽ vào tháng 11 năm 1889 thì bộc phát trong nỗ lực thể hiện cảm xúc của mình về Chúa Kitô trong Gethsemane (Luke 22:43–44). Bức tranh của ông về người hái ô liu thể hiện mối quan hệ giữa con người và thiên nhiên bằng cách mô tả một trong nhiều chu kỳ của cuộc sống, thu hoạch hay chết. Đó cũng là một ví dụ về cách một cá nhân, qua sự tương tác với thiên nhiên, có thể liên hệ với các đấng thiêng liêng.
Van Gogh tìm thấy sự thanh thản và được giúp đỡ khi tương tác với thiên nhiên. Dù loạt tranh về cây ô liu được vẽ vào năm 1889, khi ông đã bị bệnh và rối loạn cảm xúc, nhưng các bức tranh này được coi là một trong những tác phẩm tuyệt vời nhất của ông....

## Saint-Rémy

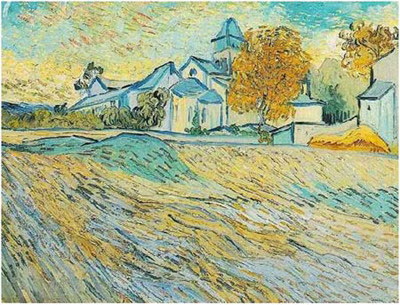
Góc nhìn nhà thương và nhà nguyện tại Saint Remy, 1889 Bộ sưu tập Elizabeth Taylor (F803)

Tháng 5 năm 1889, Van Gogh tự nguyện vào nhà thương  của vùng St. Paul  gần Saint-Rémy ở Provence. Tại đây, Van Gogh được vào một phòng có thể nhìn ra ngoài, ông cũng sử dụng căn phòng làm studio của mình. Ban đầu, ông chỉ ở trong nhà thương và vẽ thế giới ông nhìn thấy (đã bỏ đi các thanh chắn cửa sổ) từ phòng của ông, như các cây có thường xuân bao quanh, cây tử đinh hương, và hoa diên vĩ trong vườn. Khi Van Gogh mạo hiểm ra bên ngoài các bức tường của nhà thương, ông có thể vẽ những cánh đồng lúa mì, những lùm cây ô liu và cây bách ở vùng nông thôn xung quanh, mà ông thấy là "đặc trưng của Provence". Trong suốt năm, anh vẽ khoảng 150 bức tranh.
Chế độ áp đặt của nhà thương cho Van Gogh một sự ổn định đầy khó khăn: "Anh cảm thấy hạnh phúc hơn ở đây hơn là ở bên ngoài với tác phẩm của anh. Ở đây, anh được các thói quen hàng ngày và về lâu dài, anh có thể sắp xếp cuộc sống của mình tốt hơn". Dù thời gian ở Saint-Rémy buộc ông phải quản lý các thói quen xấu của mình, chẳng hạn như cà phê, rượu, thói quen ăn uống không tốt và hay tiếp xúc nhựa thông và sơn hơn, đây không phải nơi lý tưởng cho ông. Van Gogh xin phép để khỏi nhà thương này. Thức ăn nghèo nàn; ông thường chỉ ăn bánh mì và súp. Hình thức điều trị rõ ràng duy nhất của ông là hai giờ tắm hai lần một tuần. Trong năm của mình ở đó, Van Gogh có những cơn đau, suy sụp định kỳ, có thể do một dạng bệnh động kinh. Vào đầu năm 1890, khi các cơn bệnh ngày càng tồi tệ hơn, ông kết luận rằng thời gian ở đây của ông không giúp ông hồi phục, và ông đến Auvers-sur-Oise ngay phía bắc Paris tháng 5 năm 1890.

## Cây oliu là đối tượng

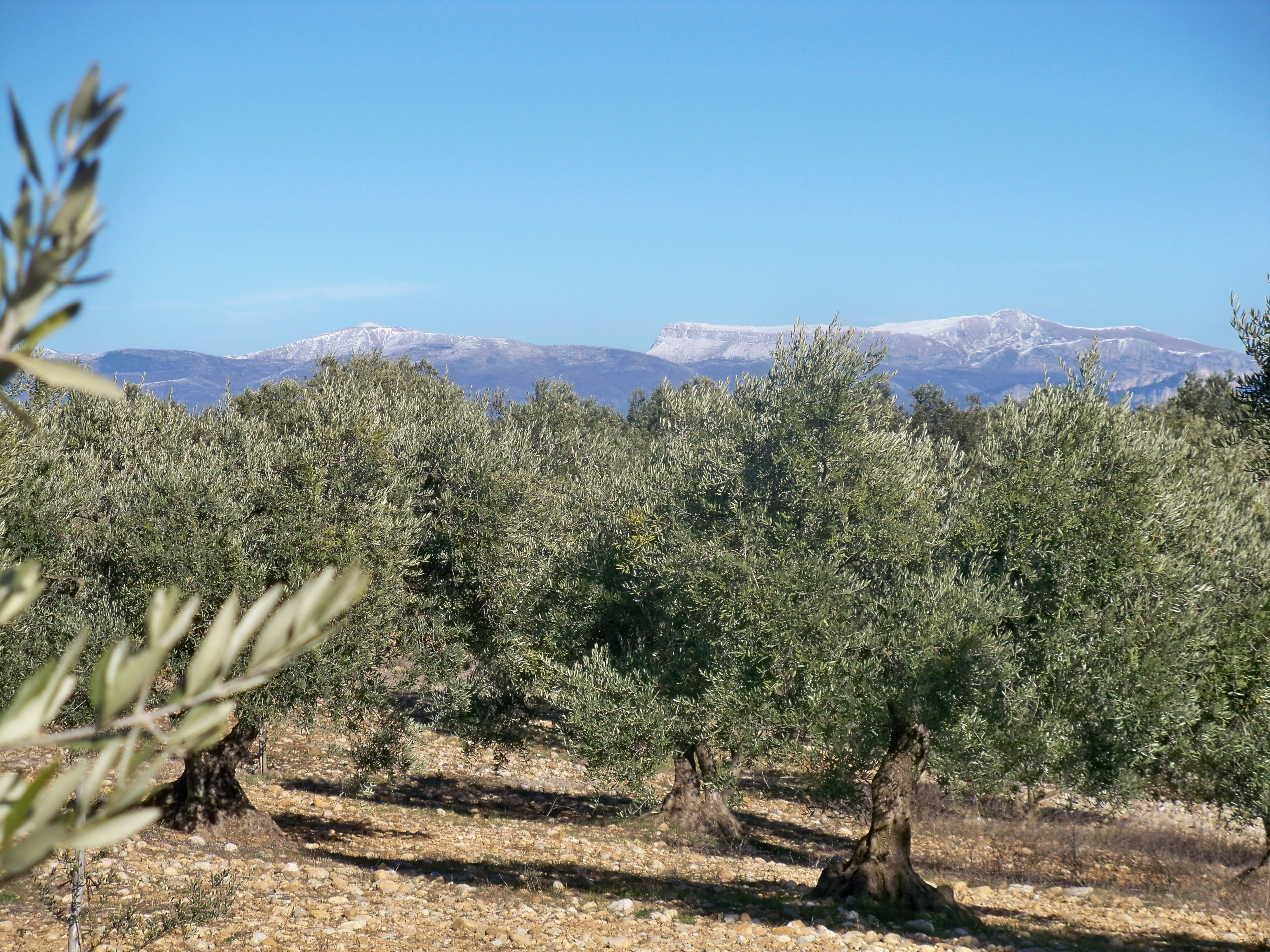
Cây ôliu ở Provence, Pháp

Tranh vẽ vùng nông thôn, những cánh đồng xung quanh, cây bách và cây ô liu chắp lại mối dây liên kết nghệ thuật của Van Gogh với thiên nhiên. Ông đã hoàn thành ít nhất 18 bức tranh vào năm 1889  vẽ "những cây ô liu xoắn bện, đáng kính", phổ biến khắp miền nam nước Pháp, trong đó ông đã viết:
"Hiệu ứng của ánh sáng ban ngày và bầu trời tạo nên vô số những đối tượng có thể được tìm thấy ở cây ô liu. Đối với bản thân anh, anh tìm những hiệu ứng tương phản trong tán lá, thay đổi theo tông màu của bầu trời. Vài lúc, khi cây trổ những bông hoa trắng với những con ruồi xanh lớn, và cả số lượng lớn bọ cánh cứng và ve sầu bay xung quanh, tất cả mọi thứ như đều được đắm mình trong màu xanh. Sau đó, tán lá có nhiều tông màu trưởng thành hơn, bầu trời rạng rỡ đầy những sọc màu xanh và cam, và cứ như vậy, rồi đến mùa thu, những chiếc lá giờ có màu tím giống quả sung chín, hiệu ứng màu tím này thể hiện hoàn hảo nhất khi tương phản với một mặt trời lớn, màu trắng và bao quanh bởi vòng hào quang màu vàng chanh sáng. Đôi khi, sau một cơn mưa, anh có thể nhìn thấy toàn bộ bầu trời là màu hồng và màu da cam, tạo nên một cái đẹp tinh tế và điểm thêm cho màu xám-xanh lóng lánh. Và giữa tất cả điều này là những phụ nữ, vẫn với màu hồng, đang thu hoạch trái cây. "
Ông tìm thấy cây ô liu, đại diện của Provence, cả "đòi hỏi và hấp dẫn". Ông viết cho em mình là Theo rằng, ông đang "đấu tranh để nắm bắt (những cây ô liu). Chúng có màu bạc cũ, đôi khi có nhiều màu lam hơn, đôi khi là xanh lục, màu đồng, mờ dần trên nền đất màu vàng, hồng, tím cam... rất khó." Ông phát hiện ra rằng "tiếng sột soạt của khu rừng ô liu ẩn chứa thứ gì đó rất bí mật, và vô cùng già. Nó quá đẹp để anh dám vẽ nó hoặc chỉ là tưởng tượng ra nó." 